# Endolysine
Endolysine (auch Murein-Hydrolasen) sind hydrolytische Enzyme, die von Bakteriophagen (kurz: Phagen) kodiert werden und von Bakterien während einer Infektion hergestellt werden. Sie werden in der letzten Phase des lytischen Zyklus produziert, um die Zellwand des Bakterienwirts an spezifischen Stellen zu zerschneiden und so die Freisetzung der Phagennachkommen sicherzustellen. Endolysine sind hochspezialisierte Enzyme, die die Zellwände Gram-positiver Bakterien auflösen und daher als Bacteriocine wirken. Endolysine hydrolysieren das Murein in der Peptidoglykanschicht bakterieller Zellwände, weshalb sie unter anderem als mögliche Alternative zur Therapie antibiotikaresistenter Bakterien diskutiert werden. Bisher gibt es nur ein als Medizinprodukt zugelassenes Enzym (in Cremes und Gelen wird das Endolysin Staphefekt eingesetzt), aber noch keine entsprechenden Arzneimittelzulassungen.

## Eigenschaften
Lytische Bakteriophagen haben sich als spezifische Bakterienviren im Lauf der Evolution gemeinsam mit ihren Wirten entwickelt und sich immer wieder angepasst. Damit sind auch Endolysine in ihrer Wirkungsweise über Millionen von Jahren optimiert worden und haben – wie ihre Phagen – eine entsprechende Wirtspezifität. Können sie ihre Wirkung nicht entfalten, weil sie die Oberflächenstrukturen des Bakteriums nicht erkennen und nicht die richtigen Verbindungen in der Bakterienhülle vorfinden, üben sie keinen Effekt aus.
Phagenendolysine gegen Gram-positive Bakterien sind modular aufgebaut, wobei die katalytisch aktiven Proteindomänen von den Bereichen, die für die Erkennung der bakteriellen Oberflächenmoleküle zuständig sind, räumlich getrennt sind. Für die Erkennung und Bindung an eine Zellwand sorgt die Zellwand-Binde-Domäne (engl. cell wall binding Domain, CBD). Die enzymatisch aktiven Domänen (EAD) können Amidasen, Endopeptidasen, Glucosaminidasen, Muramidasen, u. a. sein, wobei die verschiedenen Enzymklassen nur ganz spezifische, für ihren jeweiligen Wirt typische Verbindungen innerhalb der bakteriellen Peptidoglykanhülle spalten. Die Endolysine spalten jeweils eine für die jeweilige Bakterienart spezifische, hochkonservierte Verbindung in der Peptidoglykanhülle, so dass diese irreparabel geschädigt wird. Die löchrige Bakterienhülle kann dem hohen inneren osmotischen Druck nicht mehr standhalten, und das Bakterium platzt, wodurch die neu gebildeten Bakteriophagen freigesetzt werden.
Diese lytische Wirkung von außerhalb ('exolytisch') können Endolysine bei Gram-negativen Bakterien nicht direkt entfalten, da bei diesen eine äußere Membran den Zugang zur Peptidoglykanhülle behindert.

## Wirksamkeit
Aufgrund der Koevolution von Bakterien und Bakteriophagen sind Phagenlysine in der Regel artspezifisch oder gar Stamm-spezifisch. Sie können demzufolge nur gegen diejenigen Bakterienarten oder Bakterienstämme wirken, für die der jeweilige Phage, aus dem sie isoliert wurden, spezifisch war.
Eine Resistenzbildung gegen Phagen-Endolysine von Seiten der Bakterien wird als extrem unwahrscheinliches Ereignis angesehen und konnte in Laborexperimenten bisher nicht nachgewiesen werden. Anders als bei Antibiotika, die in die Bakterien eindringen und auf unterschiedliche Weise in den Stoffwechsel eingreifen, wirken von außen verabreichte Endolysine unmittelbar, so dass Bakterien weniger Chance einer Anpassung bekommen.

## Nebenwirkungen
Anders als Antibiotika wirken sie aufgrund des begrenzten Wirkungsspektrums weder auf andere Bakterienarten, noch auf pflanzliche, tierische oder menschliche Zellen. Eine allergische Reaktion bei empfindlichen Personen kann nicht völlig ausgeschlossen werden, da Endolysine Proteine sind.

## Anwendungen
Endolysine werden unter anderem zum Einsatz gegen Gram-positive Bakterien auf Schleimhäuten, bei systemischer Infektion, in der Diagnostik, zur Abwehr von Bioterrorismus, zur Eliminierung von Nahrungsmittel-Pathogenen und zur Minderung von Pflanzenschäden in der Landwirtschaft untersucht. Als bakterielle Proteine können sie beim Menschen nur topisch angewendet werden, da im Körper gegen körperfremde Proteine eine Immunantwort induziert wird, die entweder zum vorzeitigen Abbau der Endolysine oder zu unerwünschten Entzündungsreaktionen gegen Endolysine führt.
Das proprietäre Endolysin Staphefekt SA.100 besitzt drei funktionelle Abschnitte, die jeweils unterschiedliche Funktionen haben und gemeinsam eine enge Wirtsspezifität vermitteln: eine CBD für die Erkennung und Bindung an Oberflächenmoleküle von Staphylococcus aureus und zwei enzymatisch aktiven Domänen, eine Endopeptidase und eine Amidase. Es wirkt fast ausschließlich gegen Bakterien der Art Staphylococcus aureus und wird in Cremes und Gelen der Marke Gladskin des niederländischen Unternehmens Micreos Human Health zur Linderung der Symptome von Hauterkrankungen wie Akne, Rosazea, Ekzemen sowie von Hautreizungen eingesetzt.

## Synthetische Endolysine
Synthetische Endolysine sind künstlich hergestellte modifizierte antimikrobielle Proteine aus der Gruppe der Endolysine. Über Ladungsunterschiede docken synthetische Endolysine unspezifisch an die bakterielle Zellwand an und führen zu einem Abbau des Peptidoglycans der Bakterien. Durch den osmotischen Druck im Inneren lysieren die Bakterien. Verschiedene synthetische Endolysine wurden beschrieben, teilweise unter dem Markennamen Artilysine. Artilysine sind Fusionsproteine aus einem zellpenetrierenden Peptid und einem Endolysin und wirken sowohl auf pathogene Gram-negative und Gram-positive Bakterien. Synthetische Endolysine haben keine Wirkung auf den Stoffwechsel innerhalb der Zelle und benötigen daher keinen aktiven Stoffwechsel der Bakterien, somit werden auch Zellen mit ruhendem Stoffwechsel eliminiert. Persistierende Zellen spielen eine wichtige Rolle bei chronischen Krankheiten. Aufgrund von Wirkweise, Resistenzstabilität und Spezifität, sowie fehlender Zytotoxizität, stellen Synthetische Endolysine eine Alternative zu herkömmlichen antimikrobiellen Stoffen dar.